# 隋の高句麗遠征
隋の高句麗遠征（ずいのこうくりえんせい）は、598年から614年まで4回にわたって行われた隋による高句麗への遠征である。

## 呼称
日本の東洋史・中国史の研究史において隋の高句麗遠征は、「隋の高句麗親征」とも「隋の高句麗出兵」とも呼ばれる。ほかに「隋の高句麗侵攻」とも表記される。
また598年の文帝楊堅による高句麗出兵は、「隋の高句麗討伐・高句麗征伐」とも表記される。
なお、戦前の稲葉岩吉などの研究では、麗隋戦争が用いられていた。韓国でも「麗隋戦争」が用いられるが、「高句麗と隋の戦争」とするものもある。

## 概要

### 第1次遠征
598年、高句麗の嬰陽王が遼西を攻撃した。隋の文帝楊堅は、30万の大軍で陸海両面で高句麗に侵攻したが、周羅睺が率いる海軍は暴風に遭い撤退した。陸軍も十分な戦果を挙げられないまま、伝染病や補給不足のため撤退した。

### 第2次遠征
煬帝の治世、朝鮮半島をめぐり隋と高句麗との関係が緊張した611年、煬帝が塞北を巡幸した際、突厥支配地の楡林で高句麗の使節に出くわした。煬帝に同行した国際通の政治家、黄門侍郎裴矩は、高句麗は元来、周代に箕子が封じられ、漢四郡を置いた中国の領土であるが、高句麗王は藩属国の礼を守っておらず、先帝も征服を試みたが失敗した、として高句麗攻撃を進言して煬帝に朝鮮半島領有の必要を説いて次のように言った。
612年正月、隋の煬帝は、113万の大軍で高句麗に侵攻した。高句麗の将軍の乙支文徳は、隋軍の内情を探るため、降伏すると見せて隋軍の陣に入り、補給に問題があることを知ると、脱出して高句麗軍に戻った。乙支文徳は焦土作戦を取りながら偽装退却を続け、宇文述が率いる隋軍を深く引き入れ、補給線を延びきらせた。乙支文徳は、薩水（清川江）で、疲労と補給不足に陥った隋軍を包囲してほとんど全滅させた。これを韓国では、薩水大捷という。隋の大軍のうち、帰ることが出来たのは、わずか数千人だったという。

### 第3次遠征
613年、隋の煬帝は再び高句麗に侵攻したが、隋の国内で楊玄感が反乱を起こしたため、隋軍は撤退した。

### 第4次遠征
614年、隋の煬帝は三たび高句麗に侵攻した。高句麗は度重なる戦争で疲弊していたため、楊玄感に内通し高句麗に亡命していた斛斯政を隋の将軍の来護児に引き渡した。隋も国内が乱れていたため和議を結んだ。高句麗は和議の一つであった隋への朝貢を実行せず、これに隋は激怒し再度の遠征を計画したが国内の反乱のため実行することはできなかった。

## 評価
隋の高句麗遠征について中朝関係通史編写組編『中朝関係通史』（吉林人民出版社、1996年）は、煬帝が一貫して「遼東の役」と呼んだように、かつての領土を取り戻して全中国を統一すること、朝鮮半島の土着国家である新羅と百済を支援することで「中朝友好に対する重大な貢献」としている。